# 扶余站
扶余站，原名石头城子站、三岔河站，位于中国吉林省松原市扶余市三岔河镇，于1904年启用，为沈阳局集团长春车务段管辖的三等站。经过铁路有京哈铁路。

## 历史
- 1904年：扶余站建成启用。

## 使用情况
扶余站是京哈铁路上的一座车站，日均办理旅客列车约40列。